# Roswitha Scholz
Roswitha Scholz (1959) es una periodista, escritora y feminista alemana que ha elaborado la teoría del valor-escisión (o de la disociación del valor).  Formó parte del grupo Krisis (“Manifiesto contra el trabajo”), y desde 2004, junto a Robert Kurz y Anselm Jappe, editan en Alemania la revista EXIT. 

## Historia
Roswitha Scholz ha desarrollado una teoría de la relación entre patriarcado y capitalismo, que polemiza con diversas corrientes de pensamiento, desde el marxismo obrerista, al feminismo marxista o la teoría queer. Scholz intenta proponer un marco amplio que permita comprender la potencia del sistema capitalista en su intrínseca relación con la relación de géneros patriarcal, tanto en sus formas modernas como postmodernas.
Roswitha Scholz está considerada como la primera autora que ha dialogado profundamente entre el feminismo y la teoría del valor de El Capital de Marx, entendida ésta de un modo radicalmente relacional e históricamente específico, siguiendo la interpretación de autores como Robert Kurz, Isaak Rubin o Moishe Postone. A diferencia de buena parte del feminismo marxista, Scholz parte de una teoría crítica que pretende superar la definición marxista tradicional y androcéntrica del capitalismo -centrada en el "trabajo" como actividad transhistórica, la propiedad privada de los medios de producción, y el trabajador como sujeto político predeterminado para el cambio social-.[cita requerida]
Su teoría parte de la crítica al feminismo marxista de los 70, al feminismo postmoderno de la Tercera Ola, así como a una teoría asexuada del capitalismo que habían defendido algunos miembros del grupo Krisis. Para que la crítica del valor mantuviera su potencia y no repitiese los errores marxistas de las jerarquías conceptuales entre "lo primario" y "lo secundario", la clase y el género, el patriarcado y el capitalismo, etc Scholz evidencia cómo las relaciones entre géneros se despliegan históricamente de manera articulada a la forma valor y son constituidas de manera específica en la sociedad capitalista. Scholz reconceptualiza así el capitalismo como el “patriarcado productor de mercancías”. Esta crítica será asumida por los principales miembros del grupo Krisis y será una de las causas de la ruptura con otros miembros. Así, la intervención de Scholz es crucial para que la crítica del valor no quede asexuada:

La constitución patriarcal de la relación de valor, o sea, el presupuesto sexualmente patriarcal de la producción e intercambio de mercancías, ya se encuentra en la raíz de la socialización por el valor. [...] Todo contenido sensible que no es absorbido en la forma abstracta del valor, a pesar de permanecer como presupuesto de la reproducción social, se delega en la mujer.
(RS, 1992: 11)

Si el valor es la forma de la riqueza en el capitalismo, para Roswitha Scholz esa misma forma tiene una dimensión invisibilizada que funciona como condición de posibilidad, y que se relaciona con todo aquello que no es idéntico a la lógica del valor. La dialéctica entre esas dos dimensiones del valor está, según Scholz, asociada a lo masculino y a lo femenino. Dicho de manera más concreta: 

…la relación jerárquica de los géneros en el patriarcado capitalista está determinada fundamentalmente por la separación de cualidades, adjudicaciones y actividades específicas y típicamente “femeninas” que no pueden ser subsumidas a la forma valor ni a la abstracción “trabajo”.
(RS, 1999)

Según una entrevista al fallecido Robert Kurz, la teoría del valor-escisión de Roswitha Scholz se podría resumir de la siguiente manera:
En el enfoque de Scholz, disociación significa que la estructura del valor de la forma-mercancía, en cuanto forma fundamental del proceso de valorización del capital, pretende abarcar la totalidad del proceso de reproducción social, pero en realidad deja de lado (con las formas del valor y del trabajo abstracto) gran parte de esa reproducción. Eso, tanto en la perspectiva material (el "trabajo doméstico", la educación de los hijos, etc.) como en la perspectiva socio-psicológica y cultural-simbólica ("amor", sentimientos, afectos, etc.). Esos momentos fueron "disociados" de la sociabilidad oficial y asignados histórica y socialmente a las mujeres. Para usar un término del debate feminista, éstas son "doblemente socializadas": de un lado, pertenecen (vía actividad profesional, forma dinero, etc.) a la sociabilidad formal oficial, y, de otro, ellas son estructuralmente responsables de todos los momentos de la vida que no forman parte de aquella sociabilidad oficial. Como estos momentos, desde el punto de vista de la forma dominante, no pertenecen al "trabajo abstracto", a la forma valor y a la forma dinero, el estatus de las mujeres en el sistema productor de mercancías también es considerado estructuralmente inferior. Por norma, ellas son peor remuneradas, asumen menos posiciones de liderazgo que los hombres, son consideradas "irracionales", con menos capacidad de imponerse y, muchas veces, como meros "apéndices" de los hombres. La parte disociada no es un área rigurosamente delimitable, que puede ser considerada por separado, sino que la disociación atraviesa todas las esferas de la sociedad. Si es verdad que en el proceso de desarrollo capitalista determinadas partes disociadas fueron integradas en el universo oficial de la forma-mercancía, a través de la comercialización o de la estatización, también es verdad que una buena parte de relaciones y dimensiones vitales no pueden ser abarcadas por el dinero y por el Estado, y que, en tiempos de crisis, muchos momentos necesarios para la vida son expulsados de la lógica de la forma-mercancía y redelegados a la esfera connotada como femenina. 

La relación del valor, de la valorización, no puede ser pensada de ninguna manera sin una simultánea relación de disociación. Por eso, los conceptos de estos dos aspectos de la sociedad moderna se encuentran en un mismo nivel de abstracción teórica, y forman, sólo en su conjunto, la conceptuación esencial (y contradictoria) de la modernidad. A la luz de la teoría de la disociación, el universo aparentemente neutro del trabajo abstracto y de la forma- mercancía se revela estructuralmente determinado como un universo masculino. La ilusión de un universalismo abstracto está generada por una limitación de la reflexión a la esfera de la circulación. No limitando el análisis a la superficie de la circulación (a la llamada "abstracción de cambio"), se hace visible que la relación de disociación engloba todo el proceso de reproducción social. A escala global, también grandes parcelas de la humanidad no- occidental caen fuera del falso universalismo. El sujeto aparentemente neutro de la modernidad es en realidad el sujeto masculino, blanco y occidental. De igual manera, la formación teórica de la modernidad, siendo abstracta, universalista y siguiendo la lógica de la deducción, se relaciona, desde el Iluminismo, en realidad sólo con la estructura interna de la forma-mercancía, determinada por lo masculino, blanco y occidental. Lo disociado es reprimido y privado de conceptuación. [...] En ese sentido, lo disociado no es la "mitad mejor" o "lo que no tiene la forma valor", entendido de modo positivo, sino sólo la otra cara, igual de negativa, de la moneda. La superación emancipadora del sistema moderno productor de mercancías incluye la superación de la relación de disociación en la cual las mujeres (y también la humanidad no occidental) son colocadas como inferiores. No se trata de darle la vuelta ideológicamente a esta atribución de inferioridad sino de abolirla junto con la relación de valor.

## Publicaciones
- Scholz, Roswitha (1992). O valor é o homem [El valor es el hombre.]
- Scholz, Roswitha (1999). ¡Fuera holgazanas! Sobre la relación de género y trabajo en el feminismo.
- Scholz, Roswitha (2000) O sexo do capitalismo [El sexo del capitalismo] Libro original: Das Geschlecht des Kapitalismus. Feministische Theorien und die postmoderne Metamorphose des Patriarchats. Horlemann Verlag: Bad Honnef.
- Scholz, Roswitha (2011). O tabu da abstracçao no feminismo [El tabú de la abstracción en el feminismo.]